# سيسنا موديل إيه
سيسنا موديل إيه (بالإنجليزية: Cessna Model A)‏ هي طائرة ركاب، ورحلات سياحية، عالية الجناحين، وبسعة أربعة مقاعد. أنتجت في الولايات المتحدة. من صناعة سيسنا. كان أول طيران لها في 1920. صنع منها 83 طائرة.